# Castellanza
Castellanza (Castelànza in dialetto locale, AFI: /kasteˈlantsa/) è un comune italiano di 13 872 abitanti della provincia di Varese in Lombardia. Si fregia del titolo di città, concesso con decreto del Presidente della Repubblica in data 4 gennaio 1974.

## Geografia fisica

### Territorio
Castellanza è l'ultimo comune della Valle Olona, a sud delle Prealpi Varesine, e si trova al centro della conurbazione che comprende Busto Arsizio, Legnano e Olgiate Olona, a cavallo del confine con la città metropolitana di Milano. È attraversato dal fiume Olona, che taglia in due parti il territorio comunale.
La pianta della città è caratterizzata, da due nuclei storici: Castellanza e Castegnate, posti sui due lati della valle, e segnati da una rete di vie parallele che portano all'Olona, in corrispondenza degli antichi mulini. Castegnate è il borgo di Castellanza ad est del fiume Olona, detto anche in lombardo occidentale in giò.
Le vie Borsano, Giusti, Brambilla (dal lato di Castellanza), Gerenzano, Moncucco e Nizzolina (dal lato di Castegnate) sono i vecchi percorsi che scendono al fiume.
Fa inoltre parte del territorio comunale una porzione dell'insediamento denominato Buon Gesù, nato attorno all'omonima cascina del XVII secolo, originariamente conosciuta come "Cascina Selva Longa" e nel XIX secolo come "Cascina delle Corde" e "Cascina Cagnola" ("Cassina Cagnoeula"). Buon Gesù è al confine fra tre comuni, Castellanza, Busto Arsizio e Olgiate Olona, lungo la Strada statale 33 del Sempione.

### Clima
Secondo la classificazione climatica il centro abitato è situato in "zona E", 2451 GR/G.
Situata nell'alta pianura padana, Castellanza ha un clima di tipo continentale con inverni freddi con molte giornate di gelo. La nebbia è principalmente diffusa lungo l'Olona. Le estati sono calde, umide e moderatamente piovose. Le temperature, in tale periodo, possono superare i 30 °C e l'umidità superare il 90%, causando quel fenomeno di caldo umido comunemente chiamato afa. Le perturbazioni di stampo atlantico-mediterraneo o da quelle di origine artico-russa sono le principali cause delle precipitazioni atmosferiche. Castellanza, come del resto gran parte della Pianura Padana, soffre di scarsa ventilazione. L'umidità è invece sempre molto elevata per tutto l'anno. Ultimamente, le piogge stanno diventando via via meno frequenti, così come il fenomeno della nebbia.

## Storia

### Età antica
L'origine di Castegnate è riconosciuta essere inserita nell'areale culturale dei Celti insubri, come testimonia il toponimo con la tipica desinenza al genitivo in -ate. L'integrazione fra Celti e Romani è testimoniata dai resti di una necropoli gallo-romana con reperti ascrivibili tra il I secolo a.C. e il I secolo. Tracce di epoca romana, ancora del I secolo, indicano la presenza di un insediamento rurale, probabilmente gravitante intorno a un nucleo più importante, forse il vicus di Legnano. Parecchi di questi reperti sono conservati tuttora nel Museo civico Sutermeister di Legnano. Da Castellanza passava la via Severiana Augusta, strada romana che collegava Milano con il Verbano. La strada giungeva alla moderna Castegnate, frazione di Castellanza, dove attraversava l'Olona grazie a un ponte spostandosi dalla sua sponda orientale a quella occidentale. Superata Castegnate la via Severiana Augusta, dopo aver attraversato il ponte sopramenzionato, passava per la moderna Castellanza. Da un punto di vista amministrativo, l'antica Castellanza faceva parte della regio XI Transpadana.

### Medioevo
Per buona parte del Medioevo il territorio fu parte del Contado del Seprio. La prima testimonianza documentale di Castegnate risale al 1045. Si tratta di documento firmato da Enrico III il Nero che conferma ai monaci di S. Dionigi il possesso di vari territori, tra cui quello di Castegnate.
In seguito i De Cuticis o Cuttica, figurano come proprietari dei territori di Castegnate in alcuni trattati di pace firmati tra il 1240 e il 1310 durante la guerra tra i Visconti e i Torriani di cui la famiglia Cuttica, Guelfa, era alleata. Con la vittoria definitiva dei Visconti nel 1314 le proprietà di Castegnate vennero tolte ai Cuttica.
Castellanza, invece, costituiva probabilmente una fortificazione costruita presso due paesi denominati Cogorezio e Sponzano e successivamente assorbiti in un'unica entità almeno dal XV secolo.
La prima notizia di Castellanza risale al 1361, in una pergamena presso l'archivio di Busto Arsizio relativa a un lascito testamentario di una rendita a un prete che vi risiede.
Entrambe le località furono assorbite nel Ducato di Milano nel XIV secolo.

### Età moderna
Nel 1572 si ha traccia della visita di San Carlo Borromeo a Castellanza, facente parte della pieve di Busto Arsizio che riporta l'esistenza di cinque chiese: San Giulio, San Simeone, Santo Stefano, San Giorgio e San Bernardo. Nel 1603 gli abitanti adulti di Castellanza erano 475 e la fonte di reddito prevalente era l'agricoltura, frumento e vite.
La peste colpì duramente Castellanza nel 1630, sopravvissero solo 500 anime alla catastrofe. La cappella dedicata a Santa Liberata testimonia l'avvenuta liberazione dall'epidemia. La cappella sorge in Castegnate in un terreno già di proprietà dei marchesi Daverio che contribuirono anche a finanziarne la costruzione.
A partire dalla fine del XVII secolo, i territori di Castegnate e Castellanza seguirono sorti diverse, i primi nelle mani dei Daverio e i secondi in quelle dei Crivelli. Nello specifico, da un lato, nel 1691 il feudo di Castegnate venne venduto dai governatori spagnoli a Simone Daverio, sposato con Angela Cuttica. Nel 1753 Giovanni Battista Daverio dovette però rinunciare al fondo che venne poi rivenduto a Francesco Guaita nel 1755. Dai Guaita, il feudo di Castenate passò poi ai Piola e, da questi, ai Prandoni.
Dall'altro lato, sempre nel 1691, Castellanza venne acquistata da Giovanni Battista Crivelli e al termine della discendenza del feudo venne investito, nel 1748, il marchese Carlo Cornaggia.
Alla fine del XVIII secolo viene edificato il Palazzo Brambilla, sede del municipio dal 1921.

### Età contemporanea
Nel 1845 sorge il Cotonificio Cantoni, cui seguirono Cotonificio Francesco Turati (1875) e l'industria meccanica Pomini (1886). Nel 1888, la ditta Turati è rilevata dalla Manifattura Tosi, che, in località Garottola, costruisce un secondo stabilimento adibito al candeggio.
Un nuovo Comune fu costituito il 1º maggio 1869 tramite la fusione dei comuni di Castellanza e Castegnate Olona, in rappresentanza delle comunità che risiedono sui due versanti del fiume Olona. L'attuale stemma rappresenta questa fusione: un ponte a cavallo del fiume Olona separa la torre (simbolo del borgo di Castellanza) dall'albero di castagno (simbolo del borgo di Castegnate).
Castellanza inizia ad attrarre realtà industriali grazie alla forte promozione di un suo cittadino, Antonio Bernocchi industriale nella moda tessile, che sarà uno dei maggiori mecenati della storia della città, che in sua memoria lo nominerà cittadino onorario e gli dedicherà la titolazione di una pubblica via.
Ad inizio XX secolo la cittadina è ormai un affermato centro industriale, con numerosi opifici che richiamano manodopera anche dai paesi confinanti e non solo: la Pomini da attività artigianale si trasforma in grande industria con un nuovo stabilimento vicino alla stazione ferroviaria; sull'altro lato dei binari sorge nel 1900 lo stabilimento chimico Ignazio Siles, che cambierà più volte nome sino a divenire nel 1928 Montecatini, con vari ampliamenti; tra il 1902 ed il 1905 viene ricostruito ed ampliato il Cotonificio Cantoni mentre nel 1904 è inaugurata la nuova centrale termoelettrica della "Società Lombarda". Nel 1906 sorge la Tintoria Cerini.
Nel secondo dopoguerra le attività industriali si moltiplicano, con la totale ricostruzione della Montecatini nei primi anni sessanta, che diviene Montedison, giungendo a dare lavoro a oltre 1200 operai, e la nascita della meccanica CRM (1950).
A Castellanza è stato aperto il primo ipermercato in Italia, costruito dalla Standa-Montedison nel 1971.
La crisi dell'industria causata dalla concorrenza dei paesi dell'Europa orientale, iniziata negli anni settanta, mette in ginocchio il sistema industriale locale: chiudono i battenti la Manifattura Tosi (1973) ed il Cotonificio Cantoni (1984); la Pomini riduce gli occupati da 1016 a circa 200 e si trasferisce in un nuovo stabilimento in periferia, abbandonando quello vecchio che viene demolito negli anni novanta; la Montedison, spartita tra industrie minori, chiude progressivamente gli impianti sino a ridurre gli operai ad un centinaio. Ad oggi, eccettuate Pomini ed ex Montedison fortemente ridimensionate, le uniche industrie storiche ancora attive nelle loro antiche sedi sono la Cerini (ribattezzata PEPLOS) e la CRM.
Il 14 ottobre 1991 nell'area dell'ex-cotonificio Cantoni viene insediata l'Università Carlo Cattaneo - LIUC, promossa dall'Unione Industriali della Provincia di Varese.

### Simboli
Sullo stemma comunale, d'argento, sono raffigurati una torre di rosso merlata alla guelfa ed un albero di castagno separati da un fiume e collegati da un ponte a due campate che rappresenta l'unione dei due nuclei che hanno formato il comune: Castellanza simboleggiata dalla torre e Castegnate dal castagno. Lo scudo è ornato dagli ornamenti esterni da Città.
Il gonfalone è un drappo partito di rosso e di bianco.

## Monumenti e luoghi d'interesse

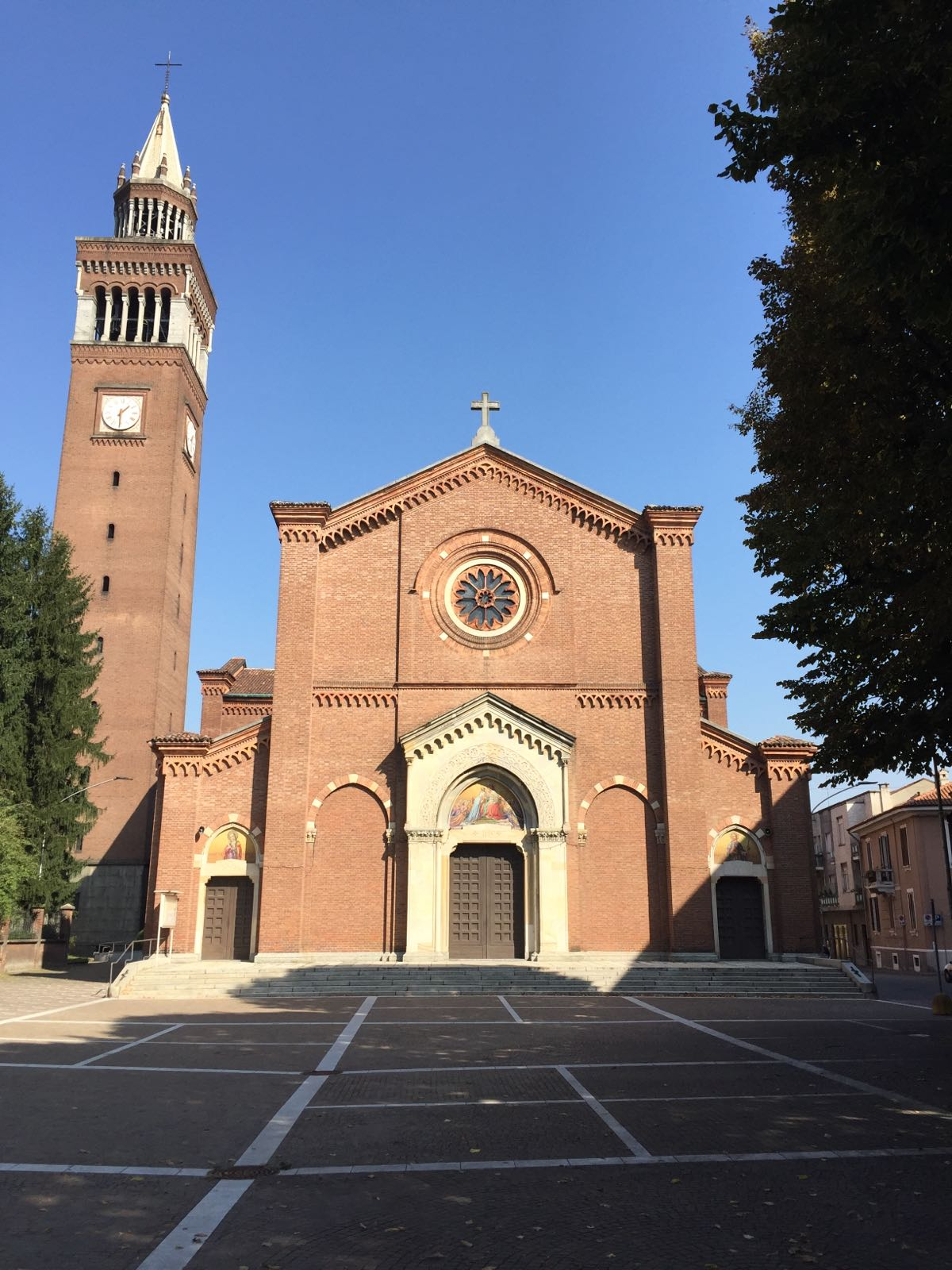
Chiesa di San Giulio

### Architetture religiose
- Chiesa di San Giulio

### Architetture civili

#### Villa Brambilla
Ritenuta per lungo tempo opera di Leopold Pollack (1751-1806), Villa Brambilla è stata restituita dagli studi al catalogo di Pietro Pestagalli (1751-1806).Il grande complesso ha forme severe e razionali, caratteristiche del gusto neoclassico e ripropone lo schema a "U", ricorrente nell'edilizia civile lombarda fin dal XVII secolo: il corpo centrale è arretrato rispetto all'ingresso e più alto rispetto ai corpi laterali delle ali avanzate per creare un effetto prospettico, che pone gli edifici allo stesso livello per chi li osserva dalla strada principale della città, già facente parte del tracciato della Strada statale 33 del Sempione.
All'interno si trovano sale decorate con raffinati affreschi neoclassici, recentemente restaurati, ed una grande pala ottocentesca di 6 metri per 4 metri raffigurante il giuramento di Pontida del pittore Giuseppe Castellani.
Dal 1921 è sede del municipio, acquistato dall'Amministrazione Comunale grazie all'apporto economico dei proprietari delle principali industrie cittadine (Soldini, Cantoni, Pomini e Binda).

#### Altro
- Villa Daverio-Piola-Prandoni[8]

### Archeologia industriale

#### Università Carlo Cattaneo
Caratteristica per il recupero di edifici storici industriali è l'Università Carlo Cattaneo che ha riutilizzato gli edifici dell'ex-filatura Cantoni, in un'area coperta di 68 000 m², ed occupa anche un vasto parco aperto al pubblico di 26 000 m² nel cuore della città. Il progetto di tale recupero è stato firmato dall'architetto Aldo Rossi.

#### Altro
Altre testimonianze di archeologia industriale a Castellanza sono:
- l'ex Cotonificio Cantoni, fondato nel 1845, riedificato nel 1902-1905 ed ampliato sino al 1930 (data a cui risalgono le costruzioni attuali) suddiviso in due parti: la monumentale filatura con gli edifici circostanti, già restaurata nel periodo 1989-1991 e ora sede della LIUC (in tutto il 60-70% circa degli edifici) e l'ex reparto tessitura, composto da una schiera di capannoni "shed" più alcuni altri edifici, abbandonato dal 1988 ed in stato di gravissimo degrado;
- l'ex Centrale Termoelettrica della Società "Lombarda", costruita nel 1904, che ha cessato l'attività nel 1961 ed è divenuta sede di uffici della società e centralina di smistamento ENEL, abbandonata dal 2004; in base alla bozza del PGT, è stata inserita nella lista dei beni storico-artistico-monumentale da tutelare e ne è previsto il restauro e il riutilizzo come albergo e residence;
- l'ex tintoria tessuti della Manifattura Tosi, fondata nel 1888, chiusa nel 1973 e demolita quasi completamente nel 1995-1996; l'unico grande capannone rimasto è divenuto sede, nel 2003, della Biblioteca e del Centro civico;
- l'ex candeggio della Manifattura Tosi, rilevato dopo il 1973 dall'opificio Castellanza & Borri ed ora abbandonato;
- l'ex Tintoria Cerini, dal 1958 inizia la produzione di nontessuto con la denominazione PEPLOS, cessa la sua attività nel 2015. In seguito viene demolita per lasciare posto a un supermercato di medie dimensioni e ai nuovi ambulatori della clinica Hamanitas Mater Domini;

Negli anni novanta è avvenuta la demolizione dell'ex stabilimento meccanico Pomini, risalente a inizio Novecento. L'intervento di recupero di edifici industriali dismessi che si affacciano lungo il fiume Olona, è ancora in corso nell'ambito di un programma di riqualificazione del lungofiume; tale programma ha avuto nuovo impulso dall'ex-sindaco Livio Frigoli nella seconda metà degli anni novanta. Nel novembre 2008, dall'Amministrazione Farisoglio è stata presentata una proposta di Piano Integrato di Intervento relativo all'ex centrale termoelettrica, che prevede il recupero dei due edifici storicamente rilevanti (29.000 m²) come albergo, residence e centro congressi, e l'abbattimento degli altri stabili con destinazione a residenziale (15.000 m²) e verde pubblico (26.000 m²).

## Società

### Evoluzione demografica
Abitanti censiti

### Etnie e minoranze straniere
Gli stranieri residenti nel comune , al 31 dicembre 2020, erano 1 411, ovvero il 9,8% della popolazione. Di seguito sono riportati i gruppi più consistenti:
1. Albania, 358
2. Cina, 142
3. Romania, 138
4. Marocco, 87
5. Ecuador, 66
6. Ucraina, 56
7. Senegal, 54
8. Peru, 49
9. Tunisia, 40
10. Costa d'avorio, 33

### Lingue e dialetti
Nel Comune è relativamente diffuso il dialetto locale, un dialetto di transizione fra il bustocco ed il legnanese. Come tutti i dialetti lombardi occidentali, anche il bustocco ed il legnanese sono sostanzialmente lingue romanze derivate dal latino aventi substrato celtico e superstrato longobardo. Alcuni studiosi vi hanno scorto tracce delle lingue dei popoli anteriori alla latinizzazione della regione, in particolare l'antico ligure, anche se i dati sull'effettiva influenza di questo sostrato linguistico sono pochi e di varia interpretazione. L'influenza linguistica che ebbero i Celti sulle parlate locali dell'Altomilanese fu cospicua, tanto che ancora oggi il dialetto legnanese e quello bustocco sono classificati come "galli-italici". Fu però la dominazione romana, che soppiantò quella celtica, a plasmare l'idioma locale parlato nell'Alto Milanese, tanto che il lessico e la grammatica di questo dialetto è di derivazione romanza.
È degna di nota l'interpretazione da darsi alla conservazione delle antiche vocali finali latine (diverse da -a), cadute in milanese, ma non in altri dialetti confinanti, tra cui quelli liguri. Per questo, alcuni vorrebbero vedere in questa conservazione un tratto dovuto a un "sostrato ligure". Il fatto che nel dialetto bustocco essa sia più avanzata che nel dialetto legnanese deriverebbe invece da una maggiore influenza del vernacolo di Milano su quello di Legnano.

### Istituzioni, enti e associazioni

#### Consorzio del fiume Olona
A Castellanza ha sede il consorzio del fiume Olona. Fondato nel 1606, è il consorzio irriguo più antico d'Italia. Ha l'obiettivo di gestire le acque del fiume Olona e di conservare e riqualificare gli ambienti fluviali circostanti.

#### Corpo Musicale Santa Cecilia
La banda cittadina ha le sue origini nel 1904 su iniziativa di don Luigi Testori, un giovane assistente dell'Oratorio San Giuseppe che mise insieme alcuni ragazzi amanti della musica, e impartì loro i primi rudimenti di cultura musicale. Essa conta circa cinquanta musicisti.

## Cultura

### Istruzione
La prima scuola pubblica di Castellanza è quella costruita nel 1884 in via Cantoni, coesistente nello stesso edificio con la sede municipale e ampliata quando il comune si trasferì nel 1921 in Palazzo Brambilla. Dedicata ad Alessandro Manzoni nel 1954, venne trasformata in casa di riposo perché la nuova scuola primaria era stata costruita nel 1952 in via Veneto. Attualmente la scuola Alessandro Manzoni è stata spostata in via San Giovanni. Una seconda scuola primaria intitolata ad Edmondo De Amicis nacque nel 1923 a Castegnate. Ampliata nel 1958 fu quasi totalmente ristrutturata nel 1973. Nel 1955 si costruisce la scuola privata "Istituto Maria Ausiliatrice" in via Cardinal Ferrari (ampliata nel 1972). È presente inoltre un'altra scuola dell'Opera Nazionale Montessori "Nido Casa dei bambini Elementare "Maria Montessori" ". La scuola secondaria di primo grado "Leonardo Da Vinci", sita in via dei Platani, fu costruita nel 1963 e ampliata nel 1971.

#### Università
- Università Carlo Cattaneo

#### Museo d'arte moderna Pagani
È un parco e museo di arte moderna e contemporanea, in una cornice naturale di boschi difficile da trovare nelle immediate vicinanze di Milano. Conta 650 opere, tra cui molte testimonianze delle avanguardie storiche del Novecento. È un museo di respiro internazionale, fondato nel 1957 ed inaugurato nel 1965, e può essere certamente considerato il primo parco-museo sorto in Italia.
Futurismo, dadaismo e surrealismo sono rappresentati da opere quali le sculture in marmo di Jean Arp e di Alexander Arcipenko; i mosaici di Nadia e Fernand Leger, Gaston Chaissac, Sonia Delaunay, Man Ray, Ettore Falchi, Hans Richter; le sculture in legno, bronzo, acciaio, marmo di Jan Koblasa, Andrè Bloc, Christian Peschke, Mimuro Miizuma, Haruhiko Uasuda, Tomori Toyofuku, e ancora, opere di Messina, Pomodoro, Tavernari, Veronesi e dello stesso fondatore Enzo Pagani.

### Media

#### Radio
Radio emittente radiofonica degli anni settanta è Radio ECO, trasmise sulla frequenza 99,500.

### Eventi

#### Palio delle contrade
Si disputava tra le due contrade tradizionali di In Su (Castellanza) e In Giò (Castegnate). Iniziato negli ultimi anni trenta, cimentava gli atleti delle due contrade, in incontri di calcio, corse di ciclismo, gare di atletica e marcia.
I sostenitori delle due compagini seguivano le gare con grande passione che sconfinava spesso in baruffe molto accese. Sospeso per la guerra riprese alla fine degli anni quaranta per l'opera di alcuni appassionati primo fra tutti Ermanno Raimondi, giornalista e organizzatore sportivo, e si disputò per diversi anni sino alla scomparsa del suo animatore negli anni ottanta; riprese poi nel 1997 e in seguito saltuariamente sino ai primi anni del 2000.

#### Paliode la Castellantia
La prima edizione del palio di Castellanza è stata disputata il 5 e il 6 giugno 2010. La città è stata divisa in otto contrade - San Bernardo, San Carlo, San Giorgio, San Giovanni, San Giulio, San Simeone, Santa Liberata, Santo Stefano - che si ispirano alle chiese dei santi Giulio, Simeone, Stefano (campestre), Giorgio (campestre), Bernardo e alle due cappelle votive di San Carlo e Santa Liberata, presenti sul territorio e testimoniate in documenti storici del secolo XVI. La chiesa di San Giovanni evangelista è definita come diroccata e forse sconsacrata. Il palio di Castellanza non è una manifestazione agonistica. Il palio di Castellanza ha generato numerose polemiche a causa del suo ondivagare su periodi storici differenti senza alcun supporto provato in materia storico-culturale.

## Infrastrutture e trasporti
Castellanza è attraversata dalla SS 33 del Sempione e dalla SS 527 Bustese; l'omonima uscita autostradale è posta sull'autostrada A8 "dei laghi".
La stazione di Castellanza, posta sulla ferrovia Saronno-Novara, è servita da treni regionali svolti da Trenord nell'ambito del contratto di servizio stipulato con la Regione Lombardia.
Fra il 1880 e il 1966 la città era servita dalla tranvia Milano-Gallarate, gestita dalla STIE.

## Amministrazione
| Periodo | Periodo   | Primo cittadino     | Partito                                      | Carica           | Note   |
| ------- | --------- | ------------------- | -------------------------------------------- | ---------------- | ------ |
| 1957    | 1989      | Giulio Moroni       | Democrazia Cristiana                         | Sindaco          |        |
| 1989    | 1995      | Luigi Roveda        | Democrazia Cristiana                         | Sindaco          |        |
| 1995    | 2004      | Livio Frigoli       | Democratici per Castellanza                  | Sindaco          |        |
| 2004    | 2006      | Maria Grazia Ponti  | lista civica Città viva                      | Sindaco          | [ 22 ] |
| 2006    | 2006      | Giuliana Longhi     |                                              | Comm. pref.      |        |
| 2006    | 2016      | Fabrizio Farisoglio | lista civica Farisoglio sindaco              | Sindaco          |        |
| 2016    | 2024      | Mirella Cerini      | lista civica di centro-sinistra Partecipiamo | Sindaco          | [ 23 ] |
| 2024    | 2025      | Cristina Borroni    |                                              | Vicesindaco f.f. | [ 24 ] |
| 2025    | in carica | Cristina Borroni    | lista civica di centro-sinistra Partecipiamo | Sindaco          |        |

## Sport
Società calcistica comunale è la Castellanzese; fondata nel 1921 e attiva come polisportiva fino al 1992, adotta i colori sociali nero e verde, mutuati dal Venezia (club di cui i soci fondatori erano ammiratori). La sua storia si è lungamente dipanata nei campionati dilettantistici a carattere regionale: nella stagione 2018-2019 ha vinto il proprio girone di Eccellenza, accedendo per la prima volta alla Serie D, di cui ha poi vinto il proprio turno playoff nel campionato 2020-2021, senza però poi chiedere il ripescaggio nei professionisti.
Sede delle gare interne è lo stadio comunale Giovanni Provasi, impianto polisportivo sito in via Cadorna e inaugurato negli anni 1930, intitolato alla memoria di una figura di spicco dello sport castellanzese (prima da ginnasta e poi da promotore delle attività ludiche in città).